# Nettonuvärdeskvot
Nettonuvärdeskvoten, ofta angivet som NNK, är en metod för investeringskalkylering. Metoden är mest lämplig för jämförelser mellan olika investeringsalternativ, om ett enda alternativs lönsamhet ska beräknas är nuvärdesmetoden mer lämpad.

## Översikt
Nettonuvärdeskvoten är en beräkning på hur mycket en investering ger tillbaka per satsad krona. Den tar hänsyn till kapitalkostnader genom att diskontera alla inbetalningar och utbetalningar till ett nuvärde, vilket sedan delas med grundinvesteringen (G). Värdet säger alltså ingenting om faktisk vinst i kronor och ören, utan det är en relation till den initiala investeringskostnaden. Om exempelvis NNK beräknas ligga mellan 0,15 och 0,60 så betyder det att man får tillbaka mellan 1,15 och 1,60 för varje satsad krona.
{\displaystyle {\mbox{NNK}}={{\mbox{NNV}} \over G}={{{\mbox{NV}}-G} \over G}}
Beräkningen av nettonuvärde (NNV) och nuvärde (NV) förklaras närmare i nuvärdesmetoden.
Nettonuvärdeskvoten ska vara större än noll för att investeringen ska gå med vinst. Vid jämförelser ger det alternativ som har högst NNK mest tillbaka på satsade pengar, och är alltså mest fördelaktigt. 

### Exempel 1: Nyinvestering hos företag
Låt oss anta att ett tillverkande företag ska starta ny produktion. Produktionen finansieras genom att företaget ger ut nya aktier, och det finns två alternativa tillverkningsmetoder. Alternativ 1 förväntas ge en större försäljning, och har ett nuvärde på 3 Mkr men kostar 2,5 Mkr i grundinvestering. Alternativ 2, som ger mindre försäljningsvolym, har ett nuvärde på 2 Mkr men grundinvesteringen är bara på 1,6 Mkr.
{\displaystyle {\mbox{NNK}}_{1}={{3-2,5} \over 2,5}=0,2}
{\displaystyle {\mbox{NNK}}_{2}={{2-1,6} \over 1,6}=0,25}
Alternativ 2 är mest lönsamt för företaget.

### Exempel 2: Järnväg
För infrastruktursatsningar görs en cost-benefit-analys av den samhällekonomiska nyttan istället för räkna faktiska inbetalningar. Det innebär att man sätter ett pris på besparad tid, färre olyckor, miljövinster och sänkta andra kostnader för hela samhället och dess invånare.
Enligt Banverkets principer räknas med fasta priser och en realränta på 4 %. Nuvärdet beräknas sedan på de beräknade samhällsvinsterna och faktiska kostnader. Olika projekt rankas sedan efter beräknat NNK. Då är även hänsyn tagen till inflation och skatteeffekter etc.
Även Trafikverket följer samma principer.

### Osäkerhet
Metoderna är matematiskt korrekta, men i pratiken blir en formel inte mer pålitlig än dess indata. För samhällsinvesteringar i vägar, järnvägar och liknande räknar men med en samhällsekonomisk lönsamhet. En viktig faktor är tidsvinsten, men det är svårt eller omöjligt att objektivt värdera kostnaden för förspilld tid.
Banverket och Vägverket använder vissa schablonsiffor, till exempel 42 kr/timme på fritiden och 238 kr/timme på arbetstid . Dessa siffror är ändå bedömningar, för fritid baserat på intervjuer, och arbetstid baserat på beräkningar baserat på löner mm. Förseningar bör vara ha högre timpris, eftersom det kan skapa problem, till exempel att andra får vänta, eller att anslutande förbindelser eller evenemang missas.
Ännu svårare att värdera är det för projekt som ändrar samhällsmönster. Om till exempel ett bygge ger möjlighet för personer i en ort med arbetslöshet att pendla till en annan ort, är det bra för samhället, men det är svårt att bedöma hur stor nytta detta har. För många större järnvägsbyggen antar man en högre framtida trafikmängd och bedömer den nytta dessa resenärer har av förbindelsen. Nyttan av det kan ifrågasättas eftersom resor i sig kostar pengar, och längre resor mer pengar än kortare. Enligt erfarenhet betyder en förstoring av en lokal arbetsmarknad mycket, men det är en lösare bedömning, och beror på hur arbetsmarknaden ser ut.
För nya järnvägar finns ett antal krav som kan försämra kalkylresultatet mer eller mindre (ibland även mycket). Till exempel kravet på att man ska kunna köra i 250 km/h med framtida tåg (i praktiken inte före år 2018), att inga plankorsningar får finnas, och att bullerskydd ska byggas om det behövs för hänsyn till människors hälsa, med flera krav. Kostnaden för dessa krav kan vara betydligt mer än vad de ger i nytta enligt NNK-beräkningar. Ändå finns dessa krav för att det anses vara lämpligt enligt lagstiftaren eller Trafikverket att ha dem, trots att kraven kan medföra att bygget inte görs, vilket innebär att plankorsningar och buller med mera ibland även kan blir kvar. En orsak är att det vid planering inte bara tas hänsyn till Trafikverkets NNK-beräkningar utan även till andra regler och allmänna hänsynsregler enligt miljöbalken och den rättspraxis som gäller för t.ex. dessa allmänna hänsynsregler. Det finns alltid andra mer lönsamma projekt att lägga pengarna på istället, dvs. sådana projekt som är både samhällsekonomiskt lönsamma OCH förenliga med lagstiftningens krav på samma gång. Om hänsyn enbart skulle tas till samhällsekonomiska kalkyler t.ex. vid utformning och val av bullerskyddsåtgärder så skulle de som bor i mindre värdefulla fastigheter inte kunna få samma bullerskydd som de som bor i mer värdefulla fastigheter osv. Enligt miljöbalkens rättspraxis tas dock framförallt hänsyn till bullerskyddsåtgärders kostnader i relation till deras nytta för människors hälsa och välbefinnande, snarare än till bullerskyddsåtgärdernas samhällsekonomiska effekter (såsom t.ex. fastigheters värdeförändringar och liknande) i stort. Det finns dessutom många frågetecken kring ekonomisk värdering av bullerskyddsåtgärders samhällsekonomiska effekter, bullernivåer är däremot ofta lättare att beräkna. Riktvärden för buller finns visserligen, men de allmänna hänsynsregler som gäller enligt miljöbalken ställer inte alltid några strikta krav på att bullerskyddsåtgärder ska klara ett visst riktvärde, utan en rimlighetsavvägning av skyddsåtgärder kostnader i förhållande till nyttan ska alltid göras (se 1. kap. 3 § lag om byggande av järnväg tillsammans med 2 kap. miljöbalken, särskilt 2 kap. 7 § miljöbalken). I praktiken är dock ofta vanligt att riktvärden tillämpas, men ibland förekommer ändå undantag om det anses vara förenligt med en rimlighetsavvägning enligt 2 kap. 7 § miljöbalken.

### Fotnoter
1. 1 2  Banverket (2005) ( PDF). Beräkningshandledning - Hjälpmedel för samhällsekonomiska bedömningar inom järnvägssektorn. Borlänge: Banverket. sid. 62 ff. Arkiverad från originalet den 20 april 2021. https://web.archive.org/web/20210420195738/https://weber.itn.liu.se/~clary35/KURSER/TNK027/Referenslitteratur/Banverkets%20ber%c3%a4kningshandbok%20BVH706. Läst 2 augusti 2008. Banverket BVH 706.
2. ↑  ”Tågens vinterkollaps är inte samhällsekonomiskt rimlig”. http://www.dn.se/debatt/tagens-vinterkollaps-ar-inte-samhallsekonomiskt-rimlig.
3. ↑  till exempel